# Rekal (företag)
Rekal AB är ett svenskt industriföretag i Gnesta, som är leverantör till professionella storkök inom hotell- och restaurangbranschen, livsmedelsindustrin och sjukvårdssektorn. Rekal tillhandahåller produkter och system för hygien och rengöring i dotterföretaget Rekal Svenska AB. Det grundades 1987 som Rekalion och namnändrades till Rekal 1988.